# أحمد فاخوري
أحمد فاخوري (مواليد حماة في 6 يونيو 1978) هو مُعد محتوى مرئي وإعلامي سوري عمل في التلفزيون السوري وقناة الغد وبي بي سي عربية واشتهر بتقديم تريندينغ فيها، ثم انتقل إلى قناة الجزيرة وهو الآن يقدم برنامج شبكات فيها.

## حياته المهنية
بدأ أحمد دراسة القانون في عام 1996 وتخرج من كلية الحقوق في جامعة حلب في عام 2001، تابع بعدها دبلوم الدراسات العليا في جامعة دمشق اختصاص «دبلوم القانون الخاص» لمدة عامين متتالين ولكنه لم يتابع الدراسة لأسباب شخصية. في عام 2002 عمل وكيلاً لشركة إعلانات تجارية ومخرجاً لأفلام وثائقية في الوقت عينه.
في عام 2004م، اجتاز مسابقة المذيعين في إذاعة دمشق وأصبح مذيع أخبار وبرامج في إذاعة دمشق البرنامج العام، وفي نهاية عام 2006 مطلع 2007 دخل مجال العمل التلفزيوني عبر التلفزيون السوري الرسمي حيث أصبح مذيعاً لنشرة الأخبار الرئيسية المسائية. في الوقت نفسه، عمل الفاخوري في التعليق على الأفلام الوثائقية وإعدادها وإخراجها في عدد من القنوات مثل الجزيرة الوثائقية وناشونال جيوغرافيك.
عند بداية الحرب الأهلية السورية، طالب في اجتماعات بإظهار الحقيقة كاملة مطالبا الدكتورة بثينة شعبان بالسماح لهم باجراء مقابلات مع المعارضين ظنا منه أن التلفزيون السوري هو تلفزيون الشعب وليس فئة معينة...".
ترك عمله فجأة في الفضائية السورية ولم يظهر بعدها فعاش متنكراً في دمشق ستة أشهر، وخلالها قام بتأمين سفر زوجته وابنته وعائلته من مطار بيروت إلى القاهرة، ومن بعدها لحق بالجميع إلى العاصمة المصرية، في ديسمبر 2012 أعلن انشقاقه ومغادرته إلى تركيا، تاركا العمل في التلفزيون السوري "بسبب المضايقات والتحقيقات في الأمن السياسي والإهانة فرع المداهمة 215، بسبب مواقفه المعلنة من الأزمة السورية والنظام الحاكم.
ووجه بيانه قائلًا:
في عام 2013، بدأ العمل في مراسلاً لقناة الغد في إسطنبول، ثم انتقل إلى المملكة المتحدة في عام 2014م، وبدأ بتقديم الأخبار على شاشة بي بي سي العربية بالإضافة إلى بعض البرامج الإخبارية التي تعتمد على استضافة المُعلقين والمُحللين وذوي الشأن، للإحاطة بجوانب القصة الإخبارية وفي أكتوبر 2017 قدم برنامج “ترندينغ”، الذي يهتم بعرض مُحتوى شبكات التواصل الاجتماعي.
متزوج ولديه ولدان.
في يوليو عام 2022 أعلن تركه لقناة بي بي سي العربية  وانضمامه للعمل في قناة الجزيرة